# Szászcsanádi erődtemplom
A szászcsanádi erődtemplom műemlék Romániában, Fehér megyében. A romániai műemlékek jegyzékében az AB-II-a-A-00198 sorszámon szerepel.